# Haworthia longiana
Haworthia longiana ist eine Pflanzenart der Gattung Haworthia in der Unterfamilie der Affodillgewächse (Asphodeloideae). Das Artepitheton longiana ehrt den aus Großbritannien stammenden Gartenbauer Frank R. Long (1884–1961).

## Beschreibung
Haworthia longiana wächst stammlos und sprosst langsam. Die schmal lang verschmälerten, aufrechten, einwärts gebogenen Laubblätter bilden eine Rosette mit einem Durchmesser von bis zu 6 Zentimetern und einer Höhe von bis zu 30 Zentimetern. Die  Blattspreite bis zu 30 Zentimeter lang und 2 Zentimeter breit. Die Blattoberfläche ist rau. Auf ihr befinden sich kleine undeutlich erhabene Warzen. Gelegentlich sind kleine weiße Warzen vorhanden.
Der lockere Blütenstand ist spärlich verzweigt. Die gebogene Blütenröhre ist verkehrt kopfig. Die Spitzen der inneren Perigonblätter sind zurückgerollt.

## Systematik und Verbreitung
Haworthia longiana ist in der südafrikanischen Provinz Ostkap im Gebiet Baviaanskloof verbreitet.
Die Erstbeschreibung durch Karl von Poellnitz wurde 1935 veröffentlicht. Ein nomenklatorisches Synonym ist Haworthia pumila subsp. longiana (Poelln.) Halda (1997). Ein weiteres Synonym ist Haworthia longiana var. albinota G.G.Sm. (1948).

## Nachweise